# Gisseløre
Gisseløre är en halvö i Danmark. Den ligger strax utanför staden Kalundborg i Region Själland, i den sydöstra delen av landet, 90 km väster om Köpenhamn. 
På Gisseløre ligger Kalundborgs radiostation.